# Ля Каз, Робер
Робер Ля Каз (иногда пишется как Ля Газ) (26 февраля 1917 — 1 июля 2015) был марокканско-французским автогонщиком. Он был первым гонщиком, участвовавшим в гонках Формулы-1 с африканской лицензией, и единственным гонщиком, участвовавшим с марокканской лицензией.

## Карьера

### Ранний период жизни
Ля Каз родился в Париже, но, будучи внуком французского дипломата, в юном возрасте переехал в Марокко и провел там большую часть своей жизни. Свою карьеру в автоспорте он начал с ралли, приняв участие во многих соревнованиях по всей Северной Африке. Он также был чемпионом Марокко по лыжным гонкам.

### Гонки на спортивных автомобилях и ралли в Марокко
Международный автоспорт вернулся в Марокко после Второй мировой войны в виде гонки спортивных автомобилей Гран-при Агадира. Мероприятие проводилось с 1950 по 1956 год, и в рамках него каждый год проводилось несколько заездов для разных классов двигателей. В 1951 году Ля Каз занял третье место в гонке S750. В 1952 году он занял второе место в гонке S1.0. В 1953 году он занял второе место в гонках S1.1 и S2.0. В 1954 году он занял второе место в гонке S1.1. В 1955 году он выиграл гонку S1.0. В 1956 году он показал лучшее время в тренировках перед гонкой S1.3, но его окончательный результат неясен; он финишировал 8-м в основной гонке.
В 1951 году Ля Каз участвовал в Ралли Марокко и финишировал шестым. В 1952 году он занял третье место в гонке «12 часов Касабланки». В 1953 году он выиграл 3 часа Сафи и стартовал в гонках «3 часа Алжира» и «12 часов Касабланки», но его результат в обеих гонках неясен. 1954 год был особенно успешным: он выиграл гонки S1.1 и S1.5 на Гран-при Марракеша, гонку S1.6 на Гран-при Танжера и впервые выиграл Ралли Марокко. Он занял второе место в том же ралли в 1955 году. За пределами Марокко Ля Каз участвовал в гонках Mille Miglia 1955 года, Tour de France 1956 года и 24 часах Ле-Мана 1957 года.

### Гран-при Марокко
Гран-при Марокко вернулся в 1957 году, но он проводился в соответствии с регламентом Формулы-1, и для местных гонщиков участие в нём было слишком дорогим. Организаторы мероприятия исправили это в следующем году, позволив автомобилям Формулы-2 участвовать как отдельный класс. Ля Каз обеспечил себе участие в классе «Формула-2» на частном автомобиле Cooper. У него не было опыта в гонках автомобилей с открытыми колёсами, но на тренировке он произвёл впечатление, проехав круг всего на две секунды медленнее, чем лидеры класса F2. Он квалифицировался четвёртым среди участников F2 и неуклонно улучшал свой темп на протяжении всей гонки, ближе к концу неё опередив Андре Гуэльфи и обеспечив себе третье место в классе F2 и 14-е место в общем зачёте. Однако гонка была омрачена аварией Стюарта Льюиса-Эванса, которая в конечном итоге оказалась для него смертельной, и Гран-при Марокко больше не проводился.

### Дальнейшая карьера
Ля Каз четыре раза участвовал в гонках вместе с Жаном Кергеном, который также участвовал в Гран-при Марокко в Формуле-2. В 1959 году они участвовали в Ле-Мане и Тур де Франс, заняв в последнем четвёртое место в общем зачёте. В 1960 году они заняли 14-е место в общем зачёте на ралли Исла-де-Гран-Канария, а затем ещё раз вернулись в Ле-Ман. Ля Каз во второй раз выиграл Ралли Марокко в 1967 году и снова участвовал в этой гонке в 1968 году, но сошёл с дистанции из-за аварии.
После завершения своей карьеры в автоспорте Ля Каз управлял гаражом и молодёжной спортивной ассоциацией в Марракеше. После смерти Пауля Пича в мае 2012 года и до своей смерти в июле 2015 года, он был самым пожилым из всех живущих гонщиков чемпионата мира Формулы-1.

## Полная таблица результатов

### Формула-1
| Легенда к таблице |                                                                    |
| --- | ------------------------------------------------------------------ |
| В таблице перечислены результаты всех Гран-при Формулы-1, в которых принимал участие гонщик. Строками таблицы являются сезоны, столбцами — этапы чемпионата мира. В каждой клетке указаны сокращённое название этапа и результат, дополнительно обозначенный цветом. Расшифровка обозначений и цветов представлена в нижеследующей таблице. |                                                                    |
| \| Пример \| Описание \| \| ------------ \| ------------------------------------------------------------------ \| \| 1 \| Победитель \| \| 2 \| Второе место \| \| 3 \| Третье место \| \| 5 \| Финишировал, заработав очки \| \| Сход \| Не финишировал, но при этом заработал очки \| \| 12 \| Финишировал, не получив очков \| \| НКЛ \| Финишировал, но не попал в финальную классификацию \| \| 15 \| Участвовал вне зачёта, либо по отдельной классификации \| \| 18 \| Не финишировал, но попал в финальную классификацию \| \| Сход \| Не финишировал \| \| НКВ \| Не прошёл квалификацию \| \| НПКВ \| Не прошёл предквалификацию \| \| ДСК \| Дисквалифицирован \| \| ИСК \| Исключён из протокола соревнований \| \| ТТ \| Заявлен для участия только в тренировках \| \| НС \| Участвовал в квалификации, но не стартовал в гонке \| \| Т \| Травмирован или болен \| \| ОТК \| Отказ от участия \| \| НТР \| Прибыл на соревнования, но на трассу не выезжал \| \| НПР \| Был заявлен в числе участников, но не прибыл к началу соревнований \| \| О \| Соревнования отменены \| \| \| Не участвовал \| \| Поул-позиция \| \| \| Быстрый круг \| \| |                                                                    |
| Пример | Описание                                                           |
| 1 | Победитель                                                         |
| 2 | Второе место                                                       |
| 3 | Третье место                                                       |
| 5 | Финишировал, заработав очки                                        |
| Сход | Не финишировал, но при этом заработал очки                         |
| 12 | Финишировал, не получив очков                                      |
| НКЛ | Финишировал, но не попал в финальную классификацию                 |
| 15 | Участвовал вне зачёта, либо по отдельной классификации             |
| 18 | Не финишировал, но попал в финальную классификацию                 |
| Сход | Не финишировал                                                     |
| НКВ | Не прошёл квалификацию                                             |
| НПКВ | Не прошёл предквалификацию                                         |
| ДСК | Дисквалифицирован                                                  |
| ИСК | Исключён из протокола соревнований                                 |
| ТТ | Заявлен для участия только в тренировках                           |
| НС | Участвовал в квалификации, но не стартовал в гонке                 |
| Т | Травмирован или болен                                              |
| ОТК | Отказ от участия                                                   |
| НТР | Прибыл на соревнования, но на трассу не выезжал                    |
| НПР | Был заявлен в числе участников, но не прибыл к началу соревнований |
| О | Соревнования отменены                                              |
| | Не участвовал                                                      |
| Поул-позиция |                                                                    |
| Быстрый круг |                                                                    |

| Сезон | Команда | Шасси           | Двигатель                  | Ш | 1   | 2   | 3   | 4   | 5   | 6   | 7   | 8   | 9   | 10  | 11     | Место | Очки |
| ----- | ------- | --------------- | -------------------------- | - | --- | --- | --- | --- | --- | --- | --- | --- | --- | --- | ------ | ----- | ---- |
| 1958  | ??      | Cooper T45 (F2) | Coventry-Climax Straight-4 | D | АРГ | МОН | НИД | 500 | БЕЛ | ФРА | ВЕЛ | ГЕР | ПОР | ИТА | МАР 14 | —     | —    |

## Комментарии
1. ↑  Гонщик Андре Гуэльфи родился в Марокко, но гонялся с французской спортивной лицензией.